# 16241 Дворський
16241 Дворський  (16241 Dvorsky) — астероїд головного поясу, відкритий 7 квітня 2000 року.
Тіссеранів параметр щодо Юпітера — 3,399.